# Joegoslavië op de Olympische Zomerspelen 1984
Joegoslavië nam deel aan de Olympische Zomerspelen 1984 in Los Angeles, Verenigde Staten. De ploeg, bestaande uit 105 mannen en 34 vrouwen, eindigde op de negende plaats in het medailleklassement, dankzij zeven gouden, vier zilveren en zeven bronzen medailles.

## Medailles
| Sport     | Olympiër | Discipline                | Medaille |
| --------- | --- | ------------------------- | -------- |
| Boksen    | Anton Josipović | -81kg (m)                 | Goud     |
| Handbal   | Zlatan Arnautović Mirko Bašić Jovica Elezović Mile Isaković Pavle Jurina Milan Kalina Slobodan Kuzmanovski Dragan Mladenović Zdravko Rađenović Momir Rnić Branko Štrbac Veselin Vujović Veselin Vuković Zdravko Zovko                                           | mannen                    | Goud     |
| Handbal   | Svetlana Anastasovska Alenka Cuderman Svetlana Dašić Slavica Dukić Dragica Đurić Mirjana Đurica Emilija Erčić Ljubinka Janković Jasna Kolar-Merdan Ljiljana Mugoša Svetlana Mugoša Mirjana Ognjenović Zorica Pavićević Jasna Ptujec Biserka Višnjić             | vrouwen                   | Goud     |
| Kanovaren | Mirko Nišović Matija Ljubek | C-2 500m (m)              | Goud     |
| Waterpolo | Milorad Krivokapić Deni Lušić Zoran Petrović Božo Vuletić Veselin Đuho Zoran Roje Milivoj Bebić Perica Bukić Goran Sukno Tomislav Paškvalin Igor Milanović Dragan Andrić Andrija Popović                                                                        | mannen                    | Goud     |
| Worstelen | Shaban Trstena | -52kg vrije stijl (m)     | Goud     |
| Worstelen | Vlado Lisjak | -68kg Grieks-Romeins (m)  | Goud     |
| Boksen    | Redzep Redzepovski | -51kg (m)                 | Zilver   |
| Kanovaren | Mirko Nišović Matija Ljubek | C-2 1000m (m)             | Zilver   |
| Kanovaren | Milan Janić | K-1 1000m (m)             | Zilver   |
| Worstelen | Refik Memišević | +100kg Grieks-Romeins (m) | Zilver   |
| Basketbal | Dražen Dalipagić Sabit Hadžić Andro Knego Emir Mutapčić Mihovil Nakić Aleksandar Petrović Dražen Petrović Ratko Radovanović Ivan Sunara Branko Vukićević Rajko Žižić Nebojša Zorkić                                                                             | mannen                    | Brons    |
| Boksen    | Mirko Puzović | -63,5kg (m)               | Brons    |
| Boksen    | Aziz Salihu | +91kg (m)                 | Brons    |
| Roeien    | Zoran Pančić Milorad Stanulov | dubbel-twee (m)           | Brons    |
| Voetbal   | Mirsad Baljić Mehmed Baždarević Vlado Čapljić Borislav Cvetković Stjepan Deverić Milko Đurovski Marko Elsner Nenad Gračan Tomislav Ivković Srečko Katanec Branko Miljuš Mitar Mrkela Jovica Nikolić Ivan Pudar Ljubomir Radanović Admir Smajić Dragan Stojković | mannen                    | Brons    |
| Worstelen | Šaban Sejdi | -74kg vrije stijl (m)     | Brons    |
| Worstelen | Jožef Tertei | -100kg Grieks-Romeins (m) | Brons    |

## Deelnemers en resultaten

### Atletiek
| Olympiër                 | Discipline       | Resultaat | Prestatie                                                  |
| ------------------------ | ---------------- | --------- | ---------------------------------------------------------- |
| Nenad Stekić             | verspringen (m)  | 14e       | kwalificatie: 14de met 7,60m                               |
| Novica Čanović           | hoogspringen (m) | 22e       | kwalificatie groep B: 9de met 2,15m                        |
| Hrvoje Fižuleto          | hoogspringen (m) | 19e       | kwalificatie groep B: 6de met 2,18m                        |
| Sejad Krdžalić           | speerwerpen (m)  | 16e       | kwalificatie groep A: 11de met 76,52m                      |
|                          |                  |           |                                                            |
| Snežana Dančetović       | verspringen (v)  | 12e       | kwalificatie groep B: 6de met 6,22m finale: 12de met 5,88m |
| Lidija Benedetič-Lapajne | hoogspringen (v) | 16e       | kwalificatie groep A: 9de met 1,87m                        |

### Basketbal

#### Mannen
| Olympiër | Discipline | Resultaat | Prestatie |
| --- | ---------- | --------- | --- |
| Dražen Dalipagić Sabit Hadžić Andro Knego Emir Mutapčić Mihovil Nakić Aleksandar Petrović Dražen Petrović Ratko Radovanović Ivan Sunara Branko Vukićević Rajko Žižić Nebojša Zorkić | mannen     | Brons     | groep A: 1ste W van Bondsrepubliek Duitsland: 96-83 W van Australië: 94-64 W van Egypte: 100-69 W van Brazilië: 98-95 W van Italië: 69-65 kwartfinale: W van Uruguay: 110-82 halve finale: V van Spanje: 61-74 bronzen finale: W van Canada: 88-82 |

| Groep A |                          |             |             |             |        |        |        |        |
| #       | Land                     | Wedstrijden | Wedstrijden | Wedstrijden | Punten | Punten | Punten | Punten |
| #       | Land                     | G           | W           | V           | V      | T      | Saldo  | Punten |
| 1       | Joegoslavië              | 5           | 5           | 0           | 457    | 366    | +91    | 10     |
| 2       | Italië                   | 5           | 4           | 1           | 437    | 363    | +74    | 9      |
| 3       | Australië                | 5           | 3           | 2           | 383    | 403    | -20    | 8      |
| 4       | Bondsrepubliek Duitsland | 5           | 2           | 3           | 384    | 376    | +8     | 7      |
| 5       | Brazilië                 | 5           | 1           | 4           | 401    | 423    | -22    | 6      |
| 6       | Egypte                   | 5           | 0           | 5           | 349    | 480    | -131   | 5      |

| Ronde          | Datum       | Plaats      | Land   | Score                    | Land |
| -------------- | ----------- | ----------- | ------ | ------------------------ | ---- |
| Groepsfase     |             |             |        |                          |      |
| 29 juli        | Los Angeles | Joegoslavië | 96-83  | Bondsrepubliek Duitsland |      |
| 30 juli        | Los Angeles | Joegoslavië | 94-64  | Australië                |      |
| 1 augustus     | Los Angeles | Joegoslavië | 100-69 | Egypte                   |      |
| 2 augustus     | Los Angeles | Joegoslavië | 98-85  | Brazilië                 |      |
| 4 augustus     | Los Angeles | Joegoslavië | 69-65  | Italië                   |      |
| Kwartfinale    |             |             |        |                          |      |
| 6 augustus     | Los Angeles | Joegoslavië | 110-82 | Uruguay                  |      |
| Halve finale   |             |             |        |                          |      |
| 8 augustus     | Los Angeles | Joegoslavië | 61-74  | Spanje                   |      |
| Bronzen finale |             |             |        |                          |      |
| 10 augustus    | Los Angeles | Joegoslavië | 88-82  | Canada                   |      |

#### Vrouwen
| Olympiër | Discipline | Resultaat | Prestatie |
| --- | ---------- | --------- | --- |
| Biljana Majstorović Cvetana Dekleva Jasmina Perazić Jelica Komnenović Marija Uzelac Polona Dornik Sanja Ožegović Slađana Golić Slavica Pečikoza Slavica Šuka Stojna Vangelovska Zagorka Počeković | vrouwen    | 6e        | groepsfase: 6de V van Verenigde Staten: 55-83 V van Zuid-Korea: 52-55 V van China: 58-79 W van Canada: 69-68 V van Australië: 59-62 |

| Groepsfase |                  |             |             |             |            |            |            |        |
| #          | Land             | Wedstrijden | Wedstrijden | Wedstrijden | Doelpunten | Doelpunten | Doelpunten | Punten |
| #          | Land             | G           | W           | V           | V          | T          | Saldo      | Punten |
| 1          | Verenigde Staten | 5           | 5           | 0           | 431        | 265        | +166       | 10     |
| 2          | Zuid-Korea       | 5           | 4           | 1           | 292        | 302        | -10        | 9      |
| 3          | Canada           | 5           | 2           | 3           | 313        | 335        | -23        | 7      |
| 4          | China            | 5           | 2           | 3           | 318        | 348        | -30        | 7      |
| 5          | Australië        | 5           | 1           | 4           | 267        | 317        | -50        | 6      |
| 6          | Joegoslavië      | 5           | 1           | 4           | 293        | 347        | -54        | 6      |

| Ronde      | Datum       | Plaats      | Land  | Score            | Land |
| ---------- | ----------- | ----------- | ----- | ---------------- | ---- |
| Groepsfase |             |             |       |                  |      |
| 30 juli    | Los Angeles | Joegoslavië | 55-83 | Verenigde Staten |      |
| 31 juli    | Los Angeles | Joegoslavië | 52-55 | Zuid-Korea       |      |
| 2 augustus | Los Angeles | China       | 79-58 | Joegoslavië      |      |
| 3 augustus | Los Angeles | Canada      | 68-69 | Joegoslavië      |      |
| 5 augustus | Los Angeles | Australië   | 62-59 | Joegoslavië      |      |

### Boksen
| Olympiër           | Discipline  | Resultaat | Prestatie |
| ------------------ | ----------- | --------- | --- |
| Redžep Redžepovski | -51kg (m)   | Zilver    | 1ste ronde: W van THA Teraporn: 3-2 2de ronde: W van GBR Clinton: knock-out kwartfinale: W van AUS Fenech: 4-1 halve finale: W van KEN Bilali: 5-0 finale: V van Verenigde Staten McCrory: 1-4 |
| Ljubiša Simić      | -54kg (m)   | 33e       | 1ste ronde: V van DOM Nolasco: 1-4 |
| Slobodan Pavlović  | -60kg (m)   | 17e       | 1ste ronde: W van MEX Solis: 3-2 2de ronde: V van KOR Chun: 1-4 |
| Aziz Salihu        | -63,5kg (m) | Brons     | 1ste ronde: vrij 2de ronde: W van CAN Lambert: 5-0 3de ronde: W van BAH Larrimore: 5-0 kwartfinale: W van CMRMbereke: 5-0 halve finale: V van USA Page: 0-5                                    |
| Damir Škaro        | -75kg (m)   | 5e        | 1ste ronde: W van EGY El-Guindy: scheidsrechterlijke beslissing 2de ronde: W van ARG Corti: 4-1 kwartfinale: V van USA Hill: 1-4                                                               |
| Ante Josipović     | -81kg (m)   | Goud      | 1ste ronde: vrij 2de ronde: W van FRG Bott kwartfinale: W van ROUDonici: 5-0 halve finale: W van ALG Moussa: 5-0 finale: W van NZL Barry: walk-over                                            |
| Mirko Puzović      | +91kg (m)   | Brons     | 1ste ronde: vrij kwartfinale: W van FRG Hussing: 3-2 halve finale: V van USA Biggs: 0-5 |

### Gymnastiek
| Olympiër       | Discipline               | Resultaat | Prestatie                                                          |
| -------------- | ------------------------ | --------- | ------------------------------------------------------------------ |
| Danijela Simić | ritmisch individueel (v) | 10e       | kwalificatie: 9de met 37,450 punten finale: 10de met 56,325 punten |
| Milena Reljin  | ritmisch individueel (v) | 5e        | kwalificatie: 3de met 37,800 punten finale: 5de met 57,250 punten  |

### Handbal

#### Mannen
| Olympiër | Discipline | Resultaat | Prestatie |
| --- | ---------- | --------- | --- |
| Zlatan Arnautović Mirko Bašić Jovica Elezović Mile Isaković Pavle Jurina Milan Kalina Slobodan Kuzmanovski Dragan Mladenović Zdravko Rađenović Momir Rnić Branko Štrbac Veselin Vujović Veselin Vuković Zdravko Zovko | mannen     | Goud      | groep A: 1ste G van IJsland: 22-22 W van Japan: 32-15 W van Algerije: 25-10 W van Zwitserland: 25-11 W van Roemenië: 19-18 finale: W van Bondsrepubliek Duitsland: 18-17 |

| Groep A |             |             |             |             |             |            |            |            |        |
| #       | Land        | Wedstrijden | Wedstrijden | Wedstrijden | Wedstrijden | Doelpunten | Doelpunten | Doelpunten | Punten |
| #       | Land        | G           | W           | G           | V           | V          | T          | Saldo      | Punten |
| 1       | Joegoslavië | 5           | 4           | 1           | 0           | 123        | 76         | +47        | 9      |
| 2       | Roemenië    | 5           | 4           | 0           | 1           | 120        | 91         | +29        | 8      |
| 3       | IJsland     | 5           | 3           | 1           | 1           | 102        | 96         | +6         | 7      |
| 4       | Zwitserland | 5           | 2           | 0           | 3           | 83         | 102        | -19        | 4      |
| 5       | Japan       | 5           | 1           | 0           | 4           | 84         | 107        | -23        | 2      |
| 6       | Algerije    | 5           | 0           | 0           | 5           | 75         | 105        | -30        | 0      |

| Ronde       | Datum     | Plaats      | Land  | Score                    | Land |
| ----------- | --------- | ----------- | ----- | ------------------------ | ---- |
| Groepsfase  |           |             |       |                          |      |
| 31 juli     | Fullerton | Joegoslavië | 22-22 | IJsland                  |      |
| 2 augustus  | Fullerton | Joegoslavië | 32-15 | Japan                    |      |
| 4 augustus  | Fullerton | Joegoslavië | 25-10 | Algerije                 |      |
| 6 augustus  | Fullerton | Joegoslavië | 25-11 | Zwitserland              |      |
| 8 augustus  | Fullerton | Joegoslavië | 19-18 | Roemenië                 |      |
| Finale      |           |             |       |                          |      |
| 10 augustus | Fullerton | Joegoslavië | 18-17 | Bondsrepubliek Duitsland |      |

#### Vrouwen
| Olympiër | Discipline | Resultaat | Prestatie |
| --- | ---------- | --------- | --- |
| Svetlana Dašić Slavica Dukić Dragica Đurić Mirjana Đurica Emilija Erčić Ljubinka Janković Jasna Kolar-Merdan Ljiljana Mugoša Svetlana Mugoša Mirjana Ognjenović Zorica Pavićević Jasna Ptujec Biserka Višnjić | vrouwen    | Goud      | groepsfase: 1ste W van Bondsrepubliek Duitsland: 20-19 W van Oostenrijk: 30-15 W van Verenigde Staten: 33-20 W van Zuid-Korea: 29-23 W van China: 31-25 |

| Groepsfase |                          |             |             |             |             |            |            |            |        |
| #          | Land                     | Wedstrijden | Wedstrijden | Wedstrijden | Wedstrijden | Doelpunten | Doelpunten | Doelpunten | Punten |
| #          | Land                     | G           | W           | G           | V           | V          | T          | Saldo      | Punten |
| 1          | Joegoslavië              | 5           | 5           | 0           | 0           | 143        | 102        | +41        | 10     |
| 2          | Zuid-Korea               | 5           | 3           | 1           | 1           | 125        | 119        | +6         | 7      |
| 3          | China                    | 5           | 2           | 1           | 2           | 112        | 115        | -3         | 5      |
| 4          | Bondsrepubliek Duitsland | 5           | 2           | 0           | 3           | 91         | 100        | -9         | 4      |
| 5          | Verenigde Staten         | 5           | 2           | 0           | 3           | 114        | 123        | -9         | 4      |
| 6          | Oostenrijk               | 5           | 0           | 0           | 5           | 91         | 117        | -26        | 0      |

| Ronde       | Plaats           | Land  | Score                    | Land |
| ----------- | ---------------- | ----- | ------------------------ | ---- |
| Groepsfase  |                  |       |                          |      |
| Los Angeles | Joegoslavië      | 20-19 | Bondsrepubliek Duitsland |      |
| Los Angeles | Joegoslavië      | 30-15 | Oostenrijk               |      |
| Los Angeles | Verenigde Staten | 20-33 | Joegoslavië              |      |
| Los Angeles | Zuid-Korea       | 23-29 | Joegoslavië              |      |
| Los Angeles | Joegoslavië      | 31-25 | China                    |      |

### Judo
| Olympiër          | Discipline | Resultaat | Prestatie |
| ----------------- | ---------- | --------- | --- |
| Franc Očko        | -65kg (m)  | 12e       | 1ste ronde: W van VEN Sequera 2de ronde: W van ECU Arévalo kwartfinale: V van FRA Alexandre                                                                                           |
| Vojo Vujević      | -71kg (m)  | 19e       | 1ste ronde: V van GBR Brown |
| Filip Leščak      | -78kg (m)  | 5e        | 1ste ronde: W van HON Sierra 2de ronde: W van BRA dos Santos 3de ronde: W van SEN Guèye kwartfinale: W van TUR Yesilnur halve finale: V van GBR Adams bronzen finale: V van FRA Nowak |
| Stanko Lopatić    | -86kg (m)  | 7e        | 1ste ronde: V van AUT Seisenbacher herkansingen: W van TPE Chang herkansingen 2: V van JPN Nose                                                                                       |
| Radomir Kovačević | +95kg (m)  | 5e        | 1ste ronde: W van NED Wilhelm kwartfinale: W van SEN Diouf halve finale: V van JPN Saito bronzen finale: V van CAN Berger                                                             |

### Kanovaren
| Olympiër                    | Discipline    | Resultaat | Prestatie                                                                      |
| --------------------------- | ------------- | --------- | ------------------------------------------------------------------------------ |
| Matija Ljubek Mirko Nišović | C-2 500m (m)  | Goud      | serie 1: 1ste in 1.49,08 finale: 1ste in 1.43,67                               |
| Matija Ljubek Mirko Nišović | C-2 1000m (m) | Zilver    | serie 2: 1ste in 3.50,78 finale: 2de in 3.41,56                                |
| Milan Janić                 | K-1 500m (m)  | 9e        | serie 1: 1ste in 1.52,69 halve finale 1: 2de in 1.49,08 finale: 9de in 1.49,90 |
| Milan Janić                 | K-1 1000m (m) | Zilver    | serie 3: 1ste in 3.51,72 halve finale 3: 2de in 3.58,43 finale: 2de in 3.46,88 |

### Paardensport
| Olympiër                            | Discipline  | Resultaat | Prestatie                           |
| Dressuur                            | Dressuur    | Dressuur  | Dressuur                            |
| ----------------------------------- | ----------- | --------- | ----------------------------------- |
| Alojz Lah                           | individueel | 15e       | Kwalificatie: 15de met 1523 punten  |
| Dušan Mavec                         | individueel | 20e       | kwalificatie: 20ste met 1496 punten |
| Stojan Moderc                       | individueel | 33e       | kwalificatie: 33ste met 1362 punten |
| Alojz Lah Dušan Mavec Stojan Moderc | team        | 10e       | 4381 punten                         |

### Roeien
| Olympiër                                    | Discipline      | Resultaat | Prestatie                                                                      |
| ------------------------------------------- | --------------- | --------- | ------------------------------------------------------------------------------ |
| Zoran Pančić Milorad Stanulov               | dubbel-twee (m) | Brons     | serie 2: 5de in 6.40,11 herkansingen: 2de in 6.39,70 finale: 3de in 6.39,59    |
| Dario Vidošević Zlatko Celent Mirko Ivančić | twee-met (m)    | 7e        | serie 1: 4de in 7.27,28 herkansingen: 3de in 7.28,68 finale B: 1ste in 7.25,60 |

### Schietsport
| Olympiër               | Discipline                 | Resultaat | Prestatie   |
| ---------------------- | -------------------------- | --------- | ----------- |
| Rajmond Debevec        | 10m luchtgeweer (m)        | 12e       | 580 punten  |
| Šaćir Džeko            | 10m luchtgeweer (m)        | 15e       | 579 punten  |
| Rajmond Debevec        | 50m geweer 3 houdingen (m) | 20e       | 1140 punten |
| Goran Maksimovic       | 50m geweer 3 houdingen (m) | 17e       | 1141 punten |
| Goran Maksimovic       | 50m geweer liggend (m)     | 42e       | 586 punten  |
|                        |                            |           |             |
| Valentina Atanaskovski | 10m luchtgeweer (v)        | 17e       | 380 punten  |
| Mirjana Jovovic-Horvat | 10m luchtgeweer (v)        | 29e       | 371 punten  |
| Biserka Vrbek          | 50m geweer 3 houdingen (v) | 7e        | 569 punten  |
| Mirjana Jovovic-Horvat | 50m geweer 3 houdingen (v) | 8e        | 569 punten  |

### Voetbal
| Olympiër | Discipline | Resultaat | Prestatie |
| --- | ---------- | --------- | --- |
| Mirsad Baljić Mehmed Baždarević Vlado Čapljić Borislav Cvetković Stjepan Deverić Milko Đurovski Marko Elsner Nenad Gračan Tomislav Ivković Srečko Katanec Branko Miljuš Mitar Mrkela Jovica Nikolić Ivan Pudar Ljubomir Radanović Admir Smajić Dragan Stojković | mannen     | Brons     | groep B: 1ste W van Kameroen: 2-1 W van Canada: 1-0 W van Irak: 4-2 kwartfinale: W van Bondsrepubliek Duitsland: 5-2 halve finale: V van Frankrijk: 2-4 bronzen finale: W van Italië: 2-1 |

| Groep B |             |             |             |             |             |            |            |            |        |
| #       | Land        | Wedstrijden | Wedstrijden | Wedstrijden | Wedstrijden | Doelpunten | Doelpunten | Doelpunten | Punten |
| #       | Land        | G           | W           | G           | V           | V          | T          | Saldo      | Punten |
| 1       | Joegoslavië | 3           | 3           | 0           | 0           | 7          | 3          | +4         | 6      |
| 2       | Canada      | 3           | 1           | 1           | 1           | 4          | 3          | +1         | 3      |
| 3       | Kameroen    | 3           | 1           | 0           | 2           | 3          | 5          | -2         | 2      |
| 4       | Irak        | 3           | 0           | 1           | 2           | 3          | 6          | -3         | 1      |

| Ronde          | Datum     | Plaats      | Land | Score                    | Land |
| -------------- | --------- | ----------- | ---- | ------------------------ | ---- |
| Groepsfase     |           |             |      |                          |      |
| 30 juli        | Annapolis | Joegoslavië | 2-1  | Kameroen                 |      |
| 1 augustus     | Annapolis | Joegoslavië | 1-0  | Canada                   |      |
| 3 augustus     | Annapolis | Irak        | 2-4  | Joegoslavië              |      |
| Kwartfinale    |           |             |      |                          |      |
| 6 augustus     | Pasadena  | Joegoslavië | 5-2  | Bondsrepubliek Duitsland |      |
| Halve finale   |           |             |      |                          |      |
| 8 augustus     | Pasadena  | Frankrijk   | 4-2  | Joegoslavië              |      |
| Bronzen finale |           |             |      |                          |      |
| 10 augustus    | Pasadena  | Joegoslavië | 2-1  | Italië                   |      |

### Waterpolo
| Olympiër | Discipline | Resultaat | Prestatie |
| --- | ---------- | --------- | --- |
| Milorad Krivokapić Deni Lušić Zoran Petrović Božo Vuletić Veselin Đuho Zoran Roje Milivoj Bebić Perica Bukić Goran Sukno Tomislav Paškvalin Igor Milanović Dragan Andrić Andrija Popović | mannen     | Goud      | groep A: 1ste W van Canada: 13-4 W van China: 12-7 W van Nederland: 9-5 finale groep: 1ste W van Australië: 9-6 W van Bondsrepubliek Duitsland: 10-9 W van Spanje: 14-8 G van Verenigde Staten: 5-5 |

| Groep A |             |             |             |             |             |            |            |            |        |
| #       | Land        | Wedstrijden | Wedstrijden | Wedstrijden | Wedstrijden | Doelpunten | Doelpunten | Doelpunten | Punten |
| #       | Land        | G           | W           | G           | V           | V          | T          | Saldo      | Punten |
| 1       | Joegoslavië | 3           | 3           | 0           | 0           | 34         | 16         | +18        | 6      |
| 2       | Nederland   | 3           | 2           | 0           | 1           | 25         | 26         | -1         | 4      |
| 3       | China       | 3           | 1           | 0           | 2           | 21         | 27         | -6         | 2      |
| 4       | Canada      | 3           | 0           | 0           | 3           | 18         | 29         | -11        | 0      |

| Ronde      | Datum       | Plaats      | Land | Score     | Land |
| ---------- | ----------- | ----------- | ---- | --------- | ---- |
| Groepsfase |             |             |      |           |      |
| 1 augustus | Los Angeles | Joegoslavië | 13-4 | Canada    |      |
| 2 augustus | Los Angeles | Joegoslavië | 12-7 | China     |      |
| 3 augustus | Los Angeles | Joegoslavië | 9-5  | Nederland |      |

| Groep 1-6de plaats |                          |             |             |             |             |        |        |        |        |
| #                  | Land                     | Wedstrijden | Wedstrijden | Wedstrijden | Wedstrijden | Punten | Punten | Punten | Punten |
| #                  | Land                     | G           | W           | G           | V           | V      | T      | Saldo  | Punten |
| 1                  | Joegoslavië              | 5           | 4           | 1           | 0           | 47     | 33     | +14    | 9      |
| 2                  | Verenigde Staten         | 5           | 4           | 1           | 0           | 43     | 34     | +9     | 9      |
| 3                  | Bondsrepubliek Duitsland | 5           | 2           | 1           | 2           | 49     | 34     | +15    | 5      |
| 4                  | Spanje                   | 5           | 1           | 2           | 2           | 42     | 46     | -4     | 4      |
| 5                  | Australië                | 5           | 1           | 1           | 3           | 37     | 48     | -11    | 3      |
| 6                  | Nederland                | 5           | 0           | 0           | 5           | 25     | 48     | -23    | 0      |

| Ronde       | Datum       | Plaats           | Land | Score                    | Land |
| ----------- | ----------- | ---------------- | ---- | ------------------------ | ---- |
| Groepsfase  |             |                  |      |                          |      |
| 6 augustus  | Los Angeles | Australië        | 6-9  | Joegoslavië              |      |
| 7 augustus  | Los Angeles | Joegoslavië      | 10-9 | Bondsrepubliek Duitsland |      |
| 9 augustus  | Los Angeles | Spanje           | 8-14 | Joegoslavië              |      |
| 10 augustus | Los Angeles | Verenigde Staten | 5-5  | Joegoslavië              |      |

### Wielersport
| Olympiër                                           | Discipline         | Resultaat | Prestatie |
| -------------------------------------------------- | ------------------ | --------- | --------- |
| Primož Čerin                                       | wegwedstrijd (m)   | 35e       | 5:15.27   |
| Marko Cuderman                                     | wegwedstrijd (m)   | 46e       | 5:22.17   |
| Jure Pavlič                                        | wegwedstrijd (m)   | 42e       | 5:18.01   |
| Bojan Ropret                                       | wegwedstrijd (m)   | 7e        | 5:01.16   |
| Bruno Bulić Primož Čerin Janez Lampič Bojan Ropret | ploegentijdrit (m) | 9e        | 2:05.55   |

### Worstelen
| Olympiër        | Discipline  | Resultaat   | Prestatie |
| Vrije stijl     | Vrije stijl | Vrije stijl | Vrije stijl |
| --------------- | ----------- | ----------- | --- |
| Šaban Trstena   | -52kg (m)   | Goud        | groep B: 1ste W van USA Gonzales: 3-1 W van EGY Aly: 4-0 W van GBR Moores W van JPN Takada: 3-1 W van IND Singh: 4-0 finale: W van KOR Kim: 4-0                                         |
| Zoran Šorov     | -57kg (m)   | 6e          | groep B: 3de W van DOM Severino: 4-0 W van CAN Holmes: 3-1 V van USA Davis: 1-3 V van KOR Kim: 0,5-3,5 5-6de plek: V van IND Singh: 1-3                                                 |
| Šaban Sejdi     | -74kg (m)   | Brons       | groep A: 2de W van NZL Coleman: 4-0 W van ESP Ordóñez: 4-0 W van IRQ Faris: 4-0 V van USA Schultz: 0-4 W van FIN Rauhala: 3-1 W van KOR Han: 3,5-0 bronzen finale: W van IND Singh: 3-1 |
| Grieks-Romeins  |             |             | |
| Vlado Lisjak    | -68kg (m)   | Goud        | groep A: 1ste W van JPN Nemoto: 3-0 W van TUR Koçak: 3-1 W van ROU Negrisan: 3-1 W van AUT Streitler: 3-1 finale: W van FIN Sipilä: 4-0                                                 |
| Karolj Kopas    | -74kg (m)   | 5e          | groep B: 3de W van MAR Tahir: 3,5-0,5 W van COL Salas: 4-0 V van ROU Rusu: 1-3 W van FIN Salomäki: 3-1 5-6de plek: W van FRA Mischler: 3-1                                              |
| Momir Petković  | -82kg (m)   | 4e          | groep B: 2de W van FIN Övermark: 3-0 W van FRG Seibold: 3-0 W van AUT Marchl: 3-0 V van GRE Thanopoulos: 0-3 bronzen finale: V van SWE Claeson: 1-3                                     |
| Karlo Kasap     | -90kg (m)   | 9e          | groep A: 5de V van GRE Pozidis: 1-3 V van USA Fraer: 1-3 |
| Jožef Tertei    | -100kg (m)  | Brons       | groep B: 2de W van FRG Gersmeier: 4-0 W van JPN Fujita: 4-0 V van USA Gibson: 1-3 bronzen finale: W van GRE Pikilidis: 3-0                                                              |
| Refik Memišević | +100kg (m)  | Zilver      | groep A: 2de V van USA Blatnick: 0-3 W van JPN Ando: 3-0 W van GRE Poikilidis: 3,5-0 bronzen finale: W van ROU Dolipschi: 4-0                                                           |

### Zeilen
| Olympiër  | Discipline     | Resultaat | Prestatie                           |
| --------- | -------------- | --------- | ----------------------------------- |
| Dušan Puh | Windglider (m) | 15e       | 118,0 punten: (15-17-13-7-14-16-19) |

### Zwemmen
| Olympiër      | Discipline           | Resultaat | Prestatie                                      |
| ------------- | -------------------- | --------- | ---------------------------------------------- |
| Borut Petrič  | 200m vrije slag (m)  | 19e       | serie 7: 3de in 1.52,74                        |
| Darjan Petrič | 200m vrije slag (m)  | 30e       | serie 1: 6de in 1.55,68                        |
| Borut Petrič  | 400m vrije slag (m)  | 18e       | serie 2: 2de in 3.56,07 (teruggetrokken)       |
| Darjan Petrič | 400m vrije slag (m)  | 5e        | serie 4: 2de in 3.54,39 finale: 5de in 3.54,88 |
| Borut Petrič  | 1500m vrije slag (m) | 15e       | serie 2: 4de in 15.36,44                       |
| Darjan Petrič | 1500m vrije slag (m) | 16e       | serie 3: 4de in 15.39,79                       |
| Hrvoje Barić  | 100m vlinderslag (m) | 30e       | serie 2: 4de in 56,70                          |

Algerije · Amerikaanse Maagdeneilanden · Andorra · Antigua en Barbuda · Argentinië · Australië · Bahama’s · Bahrein · Bangladesh · Barbados · België · Belize · Benin · Bermuda · Bhutan · Birma · Bolivia · Bondsrepubliek Duitsland · Botswana · Brazilië · Britse Maagdeneilanden · Canada · Centraal-Afrikaanse Republiek · Chili · China · Chinees Taipei · Colombia · Congo-Brazzaville · Costa Rica · Cyprus · Denemarken · Djibouti · Dominicaanse Republiek · Ecuador · Egypte · El Salvador · Equatoriaal-Guinea · Fiji · Filipijnen · Finland · Frankrijk · Gabon · Gambia · Ghana · Grenada · Griekenland · Groot-Brittannië · Guatemala · Guinee · Guyana · Haïti · Honduras · Hongkong · Ierland · IJsland · India · Indonesië · Irak · Israël · Italië · Ivoorkust · Jamaica · Japan · Joegoslavië · Jordanië · Kaaimaneilanden · Kameroen · Kenia · Koeweit · Lesotho · Libanon · Liberia · Liechtenstein · Luxemburg · Madagaskar · Malawi · Maleisië · Mali · Malta · Marokko · Mauritanië · Mauritius · Mexico · Monaco · Mozambique · Nederland · Nederlandse Antillen · Nepal · Nicaragua · Nieuw-Zeeland · Niger · Nigeria · Noord-Jemen · Noorwegen · Oeganda · Oman · Oostenrijk · Pakistan · Panama · Papoea-Nieuw-Guinea · Paraguay · Peru · Portugal · Puerto Rico · Qatar · Roemenië · Rwanda · Salomonseilanden · Samoa · San Marino · Saoedi-Arabië · Senegal · Seychellen · Sierra Leone · Singapore · Soedan · Somalië · Spanje · Sri Lanka · Suriname · Swaziland · Syrië · Tanzania · Thailand · Togo · Tonga · Trinidad en Tobago · Tsjaad · Tunesië · Turkije · Uruguay · Venezuela · Verenigde Arabische Emiraten · Verenigde Staten · Zaïre · Zambia · Zimbabwe · Zuid-Korea · Zweden · Zwitserland